# Tang Zhongzong
Tang Zhongzong (chinois : 唐中宗 ; pinyin : táng zhongzōng, 26 novembre 656 –3 juillet 710) est le quatrième empereur chinois de la dynastie Tang. Son nom de naissance est Li Xian (李顯) et à certaines périodes de sa vie Li Zhe (李哲) et Wu Xian (武顯). Il règne en 684, puis de 705 à 710. C'est le fils de Gaozong et de Wu Zetian et le frère de Tang Ruizong.
Empereur à la mort de son père il est rapidement écarté par sa mère qui place sur le trône son autre fils Ruizong, tout en conservant le pouvoir en tant qu'impératrice douairière. Puis elle l'écarte à son tour pour prendre elle-même le pouvoir en 690, sous le nom de Wu Zetian, fondant une nouvelle dynastie, du nom de Zhou,,. Zhongzong est alors exilé pendant 14 ans. 
En 705 Wu Zetian est renversée et Zhongzong reprend son trône. Les femmes de la famille impériale continuent néanmoins à jouer un rôle important à la cour, en premier lieu l'impératrice Wei et sa fille la princesse Anle. Celles-ci auraient organisé l'empoisonnement de l'empereur, pour introniser un empereur fantoche (Shang, le fils de Wei) qu'elles dirigent durant quelques jours, avant que leur influence ne soit renversée par Ruizong et sa famille.